# Йозеф Достал (веслувальник)
Йозеф Достал  (чеськ. Josef Dostál, 3 березня 1993) — чеський веслувальник, байдарочник, олімпійський медаліст, дворазовий чемпіон світу, дворазовий чемпіон Європи.

## Виступи на Олімпіадах
| Олімпіада           | Дисципліна                     | Місце |
| ------------------- | ------------------------------ | ----- |
| Лондон 2012         | байдарки-четвірки, 1000 метрів | 3     |
| Ріо-де-Жанейро 2016 | байдарки-одиночки, 1000 метрів | 2     |
| Ріо-де-Жанейро 2016 | байдарки-четвірки, 1000 метрів | 3     |
| Токіо 2020          | байдарки-одиночки, 1000 метрів | 5     |
| Токіо 2020          | байдарки-двійки, 1000 метрів   | 3     |
| Париж 2024          | байдарки-одиночки, 1000 метрів | 1     |

## Зовнішні посилання
- Йозеф Достал на сайті International Canoe Federation (англійська)
- Йозеф Достал на сайті Olympics.com (англійська)
- Йозеф Достал на сайті Olympedia (англійська)
- Йозеф Достал на сайті Czech Olympic Committee (чеська)